# Macis

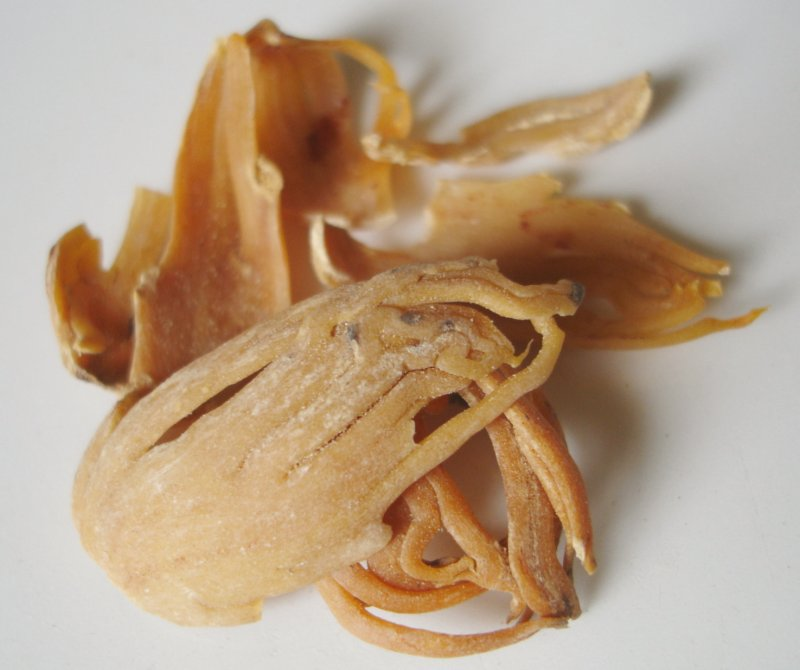
Il macis o fiore della noce moscata

Il macis (chiamato anche mace o fiore della noce moscata) è una spezia culinaria, originaria delle isole Molucche.
Si tratta di una parte del frutto del Myristica fragrans Gronov, un albero sempreverde, che può raggiungere l'altezza di 20 m. In particolare il macis è la parte interna del frutto (endocarpo), detta arillo, e riveste il seme, che costituisce la più conosciuta noce moscata, un'altra spezie ottenuta dalla medesima pianta.
Il macis è di color rosso brillante nel frutto fresco; diventa di colore arancione con l'essiccazione.

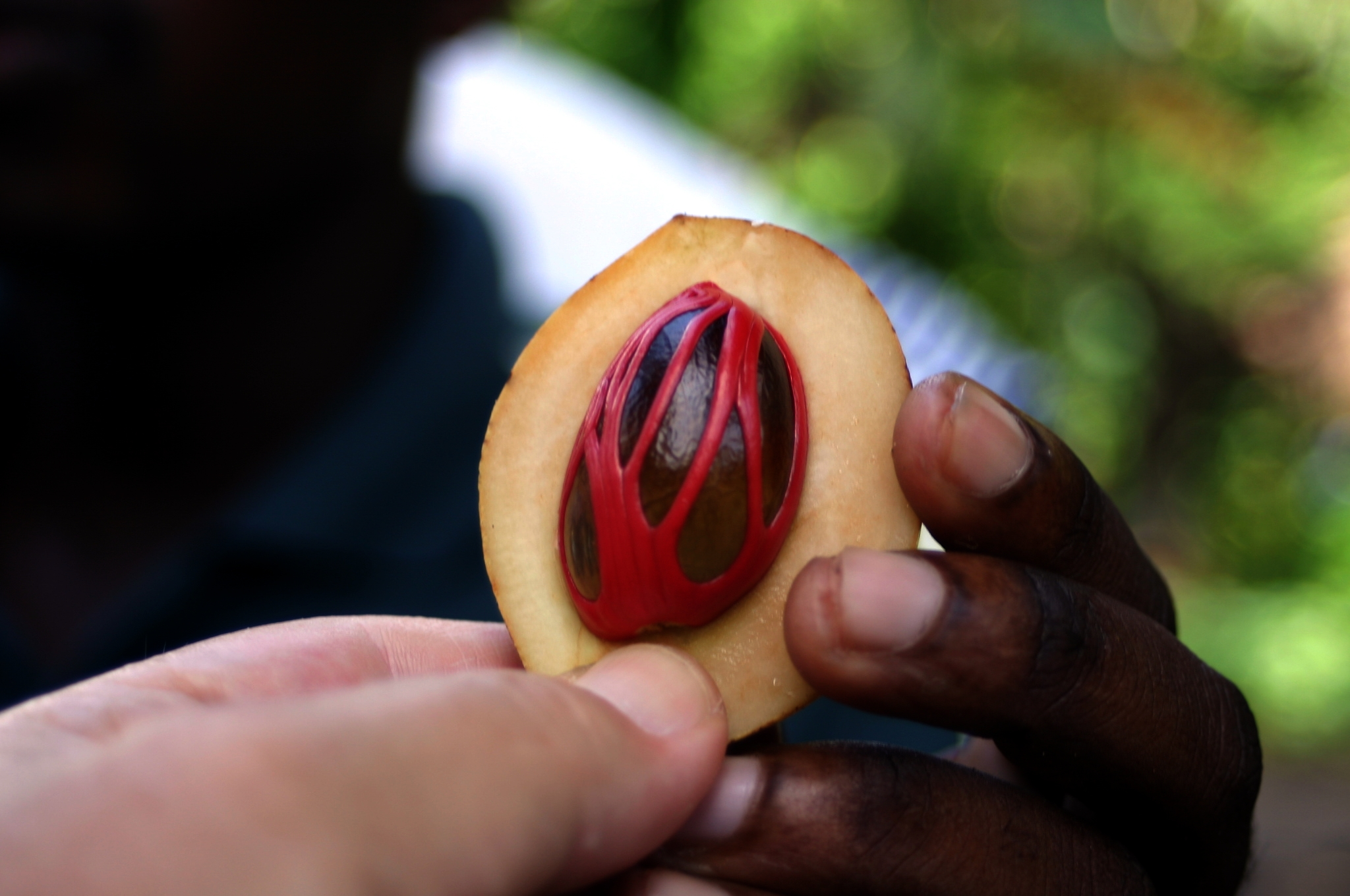
Frutto di Myristica fragrans: il macis è la parte rosso vivo che ricopre il seme

## Usi
Il macis, dal sapore più delicato della noce moscata, è utilizzato in cucina per piatti salati composti di colore chiaro e luminoso, giallo o arancione, in modo analogo allo zafferano, così come nella preparazione di miscele di spezie (ad esempio il curry), negli aceti speziati, per la conservazione delle verdure o nella preparazione di liquori casalinghi come il nocino. È gradevole nelle salse di formaggio e grattugiato fresco.